# Richard Faber (Diplomat)
Sir Richard Stanley Faber, KCVO, CMG, FRSL (* 6. Dezember 1924; † 18. Oktober 2007) war ein britischer Diplomat.

## Leben
Richard Stanley Faber war der ältere Sohn des Dichters und Hochschullehrers Sir Geoffrey Faber und dessen Ehefrau Enid Richards Faber, die eine Tochter des Juristen und Hochschullehrers Sir Henry Erle Richards war. Er selbst trat nach einem Studium am 9. August 1950 in den Branch A des diplomatischen Dienstes (HM Diplomatic Service), und fand danach zahlreiche Verwendungen an Auslandsvertretungen sowie im Außenministerium (Foreign Office). Er war im Außenministerium zwischen 1967 und 1969 Leiter des Referats für Rhodesien-Politik (Head of Rhodesia Political Department, Foreign and Commonwealth Office) sowie im Anschluss von 1969 bis 1973 Botschaftsrat (Counsellor) an der Botschaft in den Niederlanden, ehe er zwischen 1973 und 1975 auch Botschaftsrat an der Botschaft in Ägypten war.
Nach seiner Rückkehr fungierte Faber von 1975 bis 1977 als Assistant Under-Secretary for Foreign and Commonwealth Affairs (Planning) als Leiter der Unterabteilung für Planung im Außenministerium und wurde für seine Verdienste am 11. Juni 1977 Companion des Order of St Michael and St George (CMG). Zuletzt löste er am 30. November 1977 John Armstrong Robinson als Botschafter in Algerien ab und verblieb auf diesem Posten bis zu seinem Ausscheiden aus dem diplomatischen Dienst 1981, woraufhin Benjamin Strachan seine dortige Nachfolge antrat. Er wurde am 26. Oktober 1980 zum Knight Commander des Royal Victorian Order (KCVO) geschlagen, so dass er fortan den Namenszusatz „Sir“ führte. Er war zudem Fellow des Royal Society of Literature (FRSL).